# Nikolaos von Otranto
Nikolaos von Otranto (auch: Abt Nektarios von Casole) (* ca. 1155/60 in Otranto; † 9. Februar 1235 im Kloster San Nicola di Casole) war ein griechischer Klostervorsteher und Schriftsteller.

## Leben
Nikolaos wurde vermutlich um 1155/60 geboren. Wo er seine beträchtliche Bildung erhielt, ist nicht überliefert, doch war es möglicherweise das nur wenige Kilometer von Otranto entfernte Kloster San Nicola di Casole, ein höchst bedeutendes Zentrum griechischer Bildung in Apulien. Jedenfalls wurde er selbst spätestens 1205 Priestermönch dieses Klosters, nachdem er als Laie Griechischlehrer in seiner Geburtsstadt gewesen war. Da er Latein und Griechisch beherrschte, diente er 1205/7 dem Kardinal Benedikt von Santa Susanna und 1214/5 dem Kardinal Pelagius von Albano auf deren Reisen in das lateinische Kaiserreich Konstantinopel als Dolmetscher bei Gesprächen über die Kirchenunion. Mit einer diplomatischen Gesandtschaft Kaiser Friedrichs II. reiste er 1223/4 an den byzantinischen Kaiserhof in Nikaia, als Vertreter der griechischen Kirchen Apuliens 1232 zur päpstlichen Kurie.
Nikolaos übersetzte mehrere, meist liturgische, Texte aus dem Griechischen ins Latein und umgekehrt, u. a. die Basileios-Liturgie und die Liturgieerklärung des Patriarchen Germanos I. von Konstantinopel. Außerdem verfasste er eigene Schriften, u. a. Gedichte und Briefe.

## Hauptwerke
- Die „Kunst des Meißels“, eine Sammlung zu verschiedenen Methoden der Wahrsagerei, die Nikolaos aus einer lateinischen Version ursprünglich arabischer Quellen ins Griechische übersetzte und mit einem Vorwort über die Grenzen des Wahrsagens im Christentum versah.
- Drei „Syntagmata“ auf Griechisch und Lateinisch gegen die Lateiner mit mehreren Nachträgen. Insbesondere wendet Nikolaos sich gegen das filioque, die Azymen sowie verschiedene liturgische und disziplinäre Abweichungen.
- Die „Disputation gegen die Juden“. Dabei handelt es sich um einen in dieser Form fiktiven Dialog, der aber angeblich auf echten Streitgesprächen des Autors mit Juden beruht. Diese Schrift ist einerseits das umfangreichste und gelehrteste Werk des Nikolaos, andererseits ist es eine der ausführlichsten byzantinischen Schriften dieses Genres.